# 于米耶尔
于米耶尔（法語：Humières，法語發音：[ymjɛʁ]）是法国上法蘭西大區加来海峡省的一个市镇，属于阿拉斯区。

## 地理
于米耶尔（50°23'18"N, 2°12'26"E）面积6.81 平方千米，位于法国上法蘭西大區加来海峡省，该省份为法国北部沿海省份，西北濒北海，南至索姆省，东临北部省。
与于米耶尔接壤的市镇（或旧市镇、城区）包括：于姆勒耶、博瓦、贝米库尔、埃克利默、努瓦耶尔莱于米埃尔、厄夫昂泰尔努瓦、皮埃尔蒙、维勒曼。

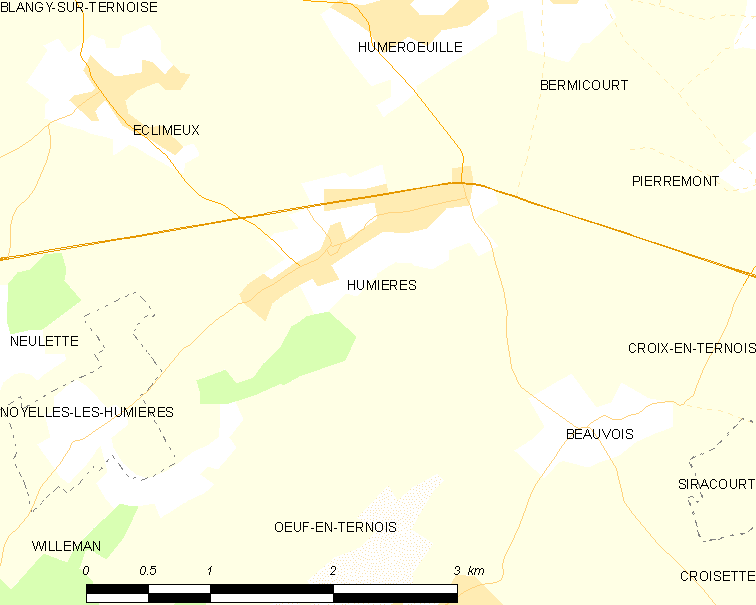
于米耶尔的OSM定位图

于米耶尔的时区为UTC+01:00、UTC+02:00（夏令时）。

## 行政
于米耶尔的邮政编码为62130，INSEE市镇编码为62468。

## 政治
于米耶尔所属的省级选区为泰努瓦斯河畔圣波勒县。

## 人口

1962-2008年间于米耶尔人口变化图示

于米耶尔于2022年1月1日时的人口数量为207人。